# 尼察河
尼察河是俄羅斯的河流，位於斯維爾德洛夫斯克州內，屬於圖拉河的右支流，發源自處於阿拉帕耶夫斯克以東、涅伊瓦河與列日河的匯合點，流經西西伯利亞平原，河道全長262公里，流域面積22,300平方公里，河水主要來自融雪，在每年10月下旬至11月上旬開始結冰，直至翌年4月下旬。
57°28′28″N 64°32′21″E / 57.47444°N 64.53917°E